# 伊菲山
85°4′S 169°38′E / 85.067°S 169.633°E
伊菲山是南極洲的山峰，位於杜費克海岸，處於米爾冰川東岸，屬於支持者山脈的一部分，海拔高度3,422，由英國探險隊發現，現時由南極條約體系管理。